# Astana Open 2021
Astana Open 2021 byl společný tenisový turnaj mužského okruhu ATP Tour a ženského okruhu WTA Tour, který se hrál v Národním tenisovém centru na krytých dvorcích s tvrdým povrchem GreenSet. Do kalendáře byl zařazen jako náhrada za zrušené turnaje v důsledku koronavirové pandemie.
Mužská část dotovaná 541 800 dolary patřila do kategorie ATP Tour 250 a probíhala mezi 20. až 26. zářím 2021. Ženská část s rozpočtem 235 238 dolarů navázala mezi 27. zářím a 2. říjnem. Řadila se do kategorie WTA 250. Nejvýše nasazenými v singlových soutěžích se stali dvacátý pátý hráč světa Aslan Karacev z Ruska a mezi ženami kazachstánská světová devětačtyřicítka Julia Putincevová. Jako poslední přímí účastníci do dvouher nastoupili 166. žena žebříčku Ruska Anastasija Gasanovová a mezi muži 111. tenista pořadí Daniel Elahi Galán z Kolumbie.
Premiérový singlový titul na okruhu ATP Tour získal Jihokorejec Kwon Sun-u. Pátou trofej z dvouhry okruhu WTA Tour vybojovala Belgičanka Alison Van Uytvancková, čímž udržela finálovou neporazitelnost. První společné vítězství v deblové soutěži dosáhli Mexičan Santiago González s Argentincem  Andrésem Moltenim. Ženskou čtyřhru ovládla německo-rumunská dvojice Anna-Lena Friedsamová a Monica Niculescuová, jejíž členky společně odehrály druhý turnaj.

## Rozdělení bodů a finančních odměn

### Rozdělení bodů
| Soutěž       | vítězové | finalisté | semifinalisté | čtvrtfinalisté | 16 v kole | 32 v kole | Q  | Q2 | Q1 |
| ------------ | -------- | --------- | ------------- | -------------- | --------- | --------- | -- | -- | -- |
| dvouhra mužů | 250      | 150       | 90            | 45             | 20        | 0         | 12 | 6  | 0  |
| čtyřhra mužů | 250      | 150       | 90            | 45             | 0         | —         | —  | —  | —  |
| dvouhra žen  | 280      | 180       | 110           | 60             | 30        | 1         | 18 | 12 | 1  |
| čtyřhra žen  | 280      | 180       | 110           | 60             | 1         | —         | —  | —  | —  |

### Finanční odměny
| Soutěž                              | vítězové | finalisté | semifinalisté | čtvrtfinalisté | 16 v kole | 32 v kole | Q2      | Q1      |
| ----------------------------------- | -------- | --------- | ------------- | -------------- | --------- | --------- | ------- | ------- |
| dvouhra mužů                        | 47 080 $ | 33 760 $  | 24 030 $      | 16 020 $       | 10 300 $  | 6 195 $   | 3 025 $ | 1 575 $ |
| čtyřhra mužů                        | 17 570 $ | 12 590 $  | 8 290 $       | 5 390 $        | 2 540 $   | 3 160 $   | —       | —       |
| dvouhra žen                         | 29 200 $ | 16 398 $  | 10 100 $      | 5 800 $        | 3 675 $   | 2 675 $   | 1 950 $ | 1 270 $ |
| čtyřhra žen                         | 10 300 $ | 6 000 $   | 3 800 $       | 2 300 $        | 1 750 $   | —         | —       | —       |
| částka ve čtyřhře je uvedena na pár |          |           |               |                |           |           |         |         |

## Dvouhra mužů

### Nasazení
| Stát                         | Hráč             | ATP | Nasazení |
| ---------------------------- | ---------------- | --- | -------- |
| Rusko                        | Aslan Karacev    | 25. | 1.       |
| Kazachstán                   | Alexandr Bublik  | 34. | 2.       |
| Srbsko                       | Dušan Lajović    | 36. | 3.       |
| Srbsko                       | Filip Krajinović | 37. | 4.       |
| Austrálie                    | John Millman     | 43. | 5.       |
| Francie                      | Benoît Paire     | 48. | 6.       |
| Srbsko                       | Laslo Djere      | 50. | 7.       |
| Bělorusko                    | Ilja Ivaška      | 53. | 8.       |
| Žebříček ATP k 13. září 2021 |                  |     |          |

### Jiné formy účasti
Následující hráči obdrželi divokou kartu do hlavní soutěže:
- Michail Kukuškin
- Timofej Skatov
- Fernando Verdasco

Následující hráči postoupili z kvalifikace:
- Jevgenij Donskoj
- Marc Polmans
- Dmitrij Popko
- Elias Ymer

#### Odhlášení
před zahájením turnaje
- Cristian Garín → nahradil jej  Ričardas Berankis
- Adrian Mannarino → nahradil jej  Daniel Elahi Galán
- Mackenzie McDonald → nahradil jej  Carlos Taberner

## Mužská čtyřhra

### Nasazení
| Stát                                                                                  | Hráč              | Stát       | Hráč                | ATP  | Nasazení |
| ------------------------------------------------------------------------------------- | ----------------- | ---------- | ------------------- | ---- | -------- |
| Mexiko                                                                                | Santiago González | Argentina  | Andrés Molteni      | 112. | 1.       |
| Kazachstán                                                                            | Andrej Golubjev   | Kazachstán | Oleksandr Nedověsov | 117. | 2.       |
| Brazílie                                                                              | Marcelo Demoliner | Brazílie   | Rafael Matos        | 126. | 3.       |
| Švédsko                                                                               | André Göransson   | Itálie     | Andrea Vavassori    | 143. | 4.       |
| Žebříček ATP k 13. září 2021; číslo je součtem žebříčkového postavení obou členů páru |                   |            |                     |      |          |

### Jiné formy účasti
Následující páry obdržely divokou kartu do hlavní soutěže:
- Alexandr Bublik /  Daniil Golubjev
- Dmitrij Popko /  Timofej Skatov

### Odhlášení
před zahájením turnaje
- Nathaniel Lammons /  Mackenzie McDonald → nahradili je  Andre Begemann /  Nathaniel Lammons

## Ženská dvouhra

### Nasazení
| Stát                         | Hráčka                 | WTA | Nasazení |
| ---------------------------- | ---------------------- | --- | -------- |
| Kazachstán                   | Julia Putincevová      | 49. | 1.       |
| Belgie                       | Alison Van Uytvancková | 55. | 2.       |
| Francie                      | Kristina Mladenovicová | 65. | 3.       |
| Belgie                       | Greet Minnenová        | 75. | 4.       |
| Chorvatsko                   | Ana Konjuhová          | 77. | 5.       |
| Švédsko                      | Rebecca Petersonová    | 78. | 6.       |
| Rusko                        | Varvara Gračovová      | 82. | 7.       |
| Francie                      | Clara Burelová         | 91. | 8.       |
| Žebříček WTA k 20. září 2021 |                        |     |          |

### Jiné formy účasti
Následující hráčky obdržely divokou kartu do hlavní soutěže:
- Anna Danilinová
- Žibek Kulambajevová
- Anastasija Potapovová

Následující hráčky nastoupily pod žebříčkovou ochranou:
- Vitalija Ďjačenková
- Věra Lapková
- Mandy Minellaová

Následující hráčky postoupily z kvalifikace:
- Katie Boulterová
- Julija Hatouková
- Aleksandra Krunićová
- Lesja Curenková
- Natalja Vichljancevová
- Anastasija Zacharovová

#### Odhlášení
před zahájením turnaje
- Irina-Camelia Beguová → nahradila ji  Jekatěrine Gorgodzeová
- Polona Hercogová → nahradila ji  Jaqueline Cristianová
- Nao Hibinová → nahradila ji  Vitalija Ďjačenková
- Anhelina Kalininová → nahradila ji  Stefanie Vögeleová
- Nuria Párrizasová Díazová → nahradila ji  Mandy Minellaová
- Ljudmila Samsonovová → nahradila ji  Jule Niemeierová
- Anna Karolína Schmiedlová → nahradila ji  Kristýna Plíšková
- Nina Stojanovićová → nahradila ji  Anna-Lena Friedsamová
- Clara Tausonová → nahradila ji  Lesley Pattinama Kerkhoveová
- Věra Zvonarevová → nahradila ji  Věra Lapková

## Ženská čtyřhra

### Nasazení
| Stát                                                                                  | Hráčka                | Stát       | Hráčka                 | WTA  | Nasazení |
| ------------------------------------------------------------------------------------- | --------------------- | ---------- | ---------------------- | ---- | -------- |
| Belgie                                                                                | Greet Minnenová       | Belgie     | Alison Van Uytvancková | 138. | 1.       |
| Rusko                                                                                 | Anna Blinkovová       | Kazachstán | Anna Danilinová        | 149. | 2.       |
| Německo                                                                               | Anna-Lena Friedsamová | Rumunsko   | Monica Niculescuová    | 160. | 3.       |
| Rusko                                                                                 | Varvara Gračovová     | Gruzie     | Oxana Kalašnikovová    | 235. | 4.       |
| Žebříček WTA k 20. září 2021; číslo je součtem žebříčkového postavení obou členů páru |                       |            |                        |      |          |

### Jiné formy účasti
Následující páry obdržely divokou kartu do hlavní soutěže:
- Gozal Ajnitdinovová /  Žibek Kulambajevová
- Sofija Čursinová /  Jekatěrina Dmitričenková

#### Odhlášení
před zahájením turnaje
- Natela Dzalamidzeová /  Kamilla Rachimovová → nahradily je  Natela Dzalamidzeová /  Kaja Juvanová
- Vivian Heisenová /  Kimberley Zimmermannová → nahradily je  Vitalija Ďjačenková /  Jana Sizikovová
- Oxana Kalašnikovová /  Miju Katová → nahradily je  Varvara Gračovová /  Oxana Kalašnikovová
- Aleksandra Krunićová /  Nina Stojanovićová → nahradily je  Rutudža Bhosaleová /  Emily Webleyová-Smithová

## Přehled finále

### Mužská dvouhra
- Kwon Sun-u vs.  James Duckworth, 7–6(8–6), 6–3

### Ženská dvouhra
- Alison Van Uytvancková vs.  Julia Putincevová, 1–6, 6–4, 6–3

### Mužská čtyřhra
- Santiago González /  Andrés Molteni vs.  Jonatan Erlich /  Andrej Vasilevskij, 6–1, 6–2

### Ženská čtyřhra
- Anna-Lena Friedsamová /  Monica Niculescuová vs.  Angelina Gabujevová /  Anastasija Zacharovová 6–2, 4–6, [10–5]